# Altsiedellandschaft
Als Altsiedellandschaften werden Gegenden bezeichnet, die bereits in vor- und frühgeschichtlicher Zeit durch Angehörige Ackerbau treibender Kulturen besiedelt wurden. Der Fachbegriff geht auf den Geographen Robert Gradmann zurück; er wird heute vor allem in der prähistorischen Archäologie verwendet. Er wird hauptsächlich auf die waldreichen Regionen Europas angewendet. Die von Gradmann vertretene Auffassung, wonach die Altsiedellandschaften von Natur aus waldfrei gewesen seien (Steppenheidetheorie), hat die archäobotanische und archäologische Forschung seit den 1920er Jahren widerlegt.
Angefangen von den ersten bäuerlichen Kulturen Europas im 6. Jahrtausend v. Chr. (vgl. Bandkeramik) bis ins Frühmittelalter bewohnten die Menschen Landschaften (Siedlungskammern), die von Wäldern umgeben waren. Aufgrund der geringen Bevölkerungsdichte im Neolithikum, in der Bronze- und Eisenzeit blieben Rodungen auf zumeist fließgewässernahe kleine Räume beschränkt. Erst mit den ausgedehnten Rodungen des Hochmittelalters wurde der Siedlungsraum bedeutend erweitert.